# 侯源
侯源（？—？），明朝人，是一名明朝政治人物。
侯源曾于1444年接替张祯任上海县知县一职，1452年由杨昕接任。